# Grapeland
Grapeland – miasto w Stanach Zjednoczonych, w stanie Teksas, w hrabstwie Houston.